# Ударний (Зубово-Полянський район)
Уда́рний (рос. Ударный, ерз. Ударнай) — селище у складі Зубово-Полянського району Мордовії, Росія. Входить до складу Леплейського сільського поселення.
Населення — 2831 особа (2010; 3664 у 2002).
Національний склад (станом на 2002 рік):
- росіяни — 69 %

В цьому селищі розташована так звана «колонія № 10» —концтабір, у якому були закатовані українські полонені.